# Attention: Miley Live
Attention: Miley Live è il secondo album dal vivo della cantante statunitense Miley Cyrus, pubblicato il 1º aprile 2022 dalle etichette discografiche Smiley Miley Inc. e Columbia Records.
Registrato durante il concerto tenuto da Cyrus presso la Crypto.com Arena di Los Angeles il 12 febbraio 2022 nell'ambito del Super Bowl Music Fest, il disco contiene al suo interno una selezione di brani appartenenti alla discografia della cantante, inclusi gli inediti Attention e You, e diverse reinterpretazioni di brani originariamente eseguiti da altri artisti. Una versione deluxe, contenente le cinque tracce aggiuntive presentate dal vivo al Lollapalooza Brasil il 26 marzo 2022, è stata resa disponibile il successivo 29 aprile.

## Tracce
1. Attention – 1:35 (Miley Cyrus, Maxx Morondo)
2. We Can't Stop x Where Is My Mind? – 5:34 (Miley Cyrus, Timothy Thomas, Theron Thomas, Pierre Slaughter, Michael Williams II, Douglas Davis, Ricky Walters, Charles Thompson IV)
3. Plastic Hearts – 3:26 (Miley Cyrus, OneRepublic, Alexandra Tamposi, Andrew Wotman, Louis Bell)
4. Heart of Glass – 3:07 (Chris Stein, Debbie Harry)
5. 4x4 – 3:20 (Pharrell Williams, Cornell Hayes Jr., Miley Cyrus)
6. (SMS) Bangerz – 3:20 (Michael L. Williams II, Marquel Middlebrooks, Sean Garrett, Miley Cyrus)
7. Dooo It! – 1:08 (Miley Cyrus, Wayne Coyne, Steven Drozd, Dennis Coyne)
8. 23 – 8:53 (Jordan Houston, Cameron Thomaz, Theron Thomas, Timothy Thomas, Pierre Ramon Slaughter)
9. Never Be Me – 3:33 (Miley Cyrus, Ilsey Juber, Mark Ronson)
10. Maybe – 4:07 (Richie Barrett)
11. 7 Things – 3:40 (Miley Cyrus, Antonina Armato, Tim James)
12. Bang Bang x See You Again – 4:32 (Sonny Bono, Miley Cyrus, Antonina Armato, Tim James)
13. Jolene – 4:26 (Dolly Parton)
14. High – 3:29 (Miley Cyrus, Caitlyn Smith, Jennifer Decilveo)
15. You – 3:01 (Miley Cyrus, Bibi Bourelly, Michael Pollack, Ian Kirkpatrick)
16. Like a Prayer – 3:27 (Madonna, Patrick Leonard)
17. Edge of Midnight (Midnight Sky Remix) – 3:40 (Miley Cyrus, Ali Tamposi, Andrew Wotman, Ilsey Juber, Jonathan Bellion, Louis Bell, Stephanie Nicks)
18. The Climb – 6:00 (Jessi Alexander, Jonathan Mabe)
19. Wrecking Ball x Nothing Compares 2 U – 5:13 (Sacha Skarbek, Maureen McDonald, Stephan Moccio, Lukasz Gottwald, Henry Walter, Prince Nelson)
20. Party in the U.S.A. – 7:00 (Lukasz Gottwald, Jessica Cornish, Claude Kelly)

Tracce bonus nell'edizione deluxe
1. WTF Do I Know – 2:59 (Miley Cyrus, Ryan Tedder, Alexandra Tamposi, Andrew Wotman, Louis Bell)
2. Mother's Daughter x Boys Don't Cry (con Anitta) – 5:21 (Miley Cyrus, Andrew Wyatt, Alma Miettinen, Badrilla Bourelly, Sean Douglas, Rami Yacoub, Matthew Burns, Larissa Machado)
3. You (Take 2) – 3:09 (Miley Cyrus, Bibi Bourelly, Michael Pollack, Ian Kirkpatrick)
4. Nothing Breaks like a Heart – 3:54 (Miley Cyrus, Ilsey Juber)
5. Angels like You – 4:10 (Miley Cyrus, Ryan Tedder, Alexandra Tamposi, Andrew Wotman, Louis Bell)
6. Fly on the Wall – 3:03 (Miley Cyrus, Antonina Armato, Tim James, Devrim Karaoglu)

## Classifiche
| Classifica (2022) | Posizione massima |
| ----------------- | ----------------- |
| Irlanda           | 98                |
| Norvegia          | 39                |
| Repubblica Ceca   | 49                |
| Slovacchia        | 69                |
| Spagna            | 71                |
| Svizzera          | 46                |